# Городское поселение Новоаганск
Городское поселение Новоаганск — муниципальное образование в Нижневартовском районе Ханты-Мансийского автономного округа — Югры Российской Федерации.
Административный центр — посёлок городского типа Новоаганск.

## История
Статус и границы городского поселения установлены Законом Ханты-Мансийского автономного округа - Югры от 25.11.2004 N 63-оз "О статусе и границах муниципальных образований Ханты-Мансийского автономного округа - Югры"

## Население
| 2010    | 2012    | 2013    | 2014    | 2015    | 2016    | 2017    |
| ------- | ------- | ------- | ------- | ------- | ------- | ------- |
| 11 027  | ↘10 883 | ↘10 740 | ↘10 499 | ↘10 428 | ↘10 336 | ↘10 190 |
| 2018    | 2019    | 2020    | 2021    |         |         |         |
| ↘10 120 | ↘10 029 | ↘10 010 | ↘9915   |         |         |         |

## Состав городского поселения
| № | Населённый пункт | Тип населённого пункта      | Население |
| - | ---------------- | --------------------------- | --------- |
| 1 | Варьёган         | село                        | ↗799      |
| 2 | Новоаганск       | пгт, административный центр | ↘9116     |